# Retilla
Retilla is een kevergeslacht uit de familie van de boktorren (Cerambycidae). De wetenschappelijke naam van het geslacht werd voor het eerst geldig gepubliceerd in 1872 door Lacordaire.

## Soorten
Retilla is monotypisch en omvat slechts de volgende soort:
- Retilla indigens Lacordaire, 1872